# Sergio Fontanari

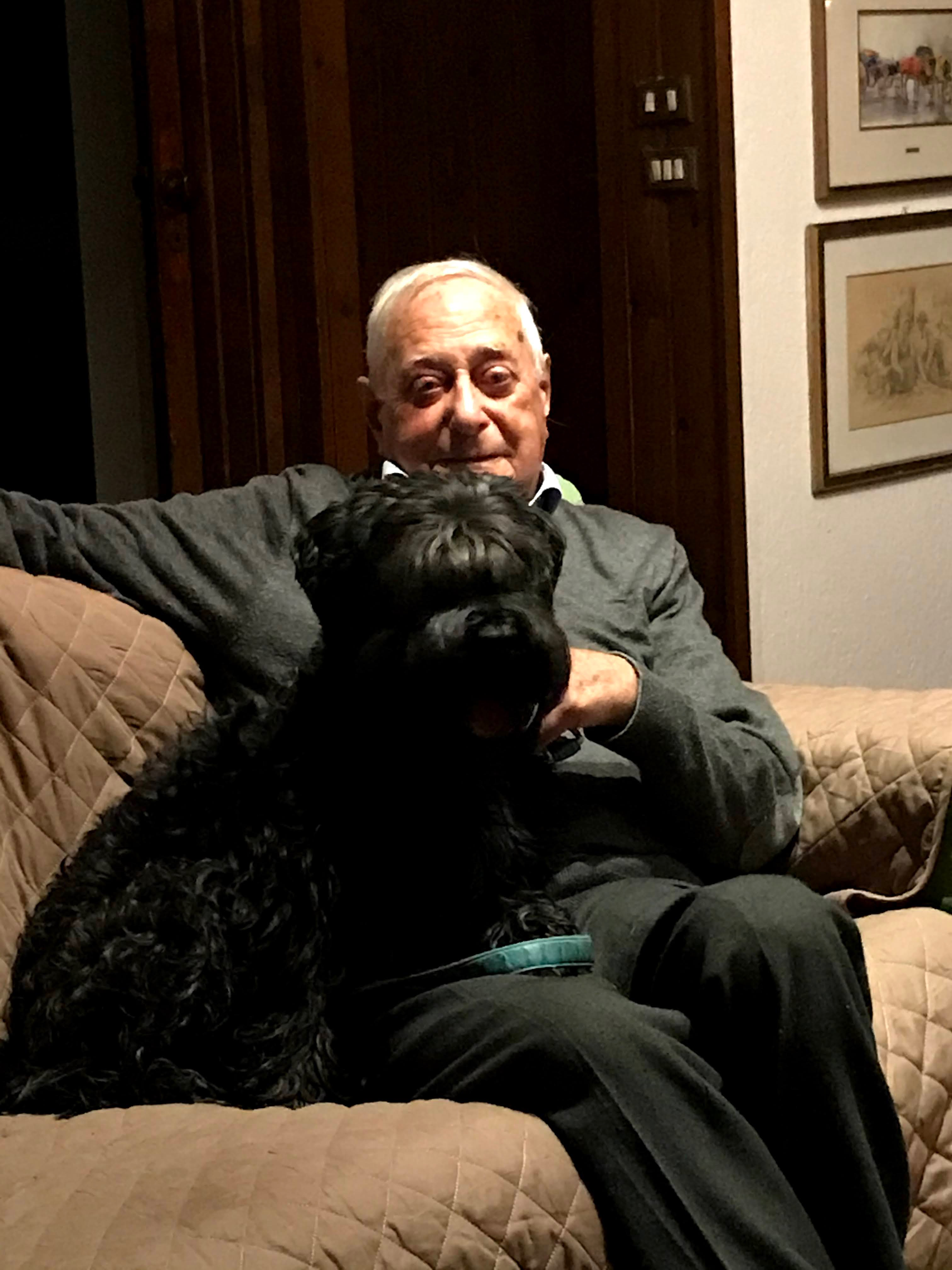
Sergio Fontanari all'età di 91 anni in compagnia del suo cane Golia

Sergio Fontanari (Pergine Valsugana, 19 febbraio 1930 – Trento, 4 maggio 2022) è stato un politico italiano della Südtiroler Volkspartei.

## Biografia
Sergio Fontanari fu il primo parlamentare trentino del partito autonomista. Venne eletto nel 1979 al Senato come esponente dell'allora PPTT (Partito Popolare Trentino Tirolese) nel collegio della Valsugana, sulla base di un accordo elettorale con la SVP. E rimase a Palazzo Madama per un secondo mandato dopo la rielezione nel 1983, in una legislatura che si interruppe dopo solo due anni.
Ingegnere, persona moderata politicamente e nei modi, aveva legato con molti esponenti soprattutto democristiani dell'epoca, che aveva conosciuto a Roma, e costruito rapporti con parlamentari autonomisti di altre regioni. Aveva scelto, nella sua attività in Senato, di fare parte della Commissione Antimafia, preferendola ad altre più scontate, che si occupavano di questioni legate all'autonomia speciale.
Ma il nome del senatore, nato a Pergine, dove era stato anche consigliere comunale, è legato soprattutto alla storia della spaccatura del partito autonomista nel 1982, che per Fontanari rimase tale. Fu l'unico, infatti, che nel congresso della riunificazione, che si svolse il 17 gennaio 1988 a Riva del Garda, si astenne. E' emblematica la fotografia, rimasta negli annali del partito, che lo ritrae in prima fila, immobile con le dita incrociate, mentre tutti gli altri, in una sala gremita, alzano la mano per votare a favore della ricucitura che portò alla nascita del PATT (Partito Autonomista Trentino Tirolese), che vedeva come co-presidenti Enrico Pruner e Franco Tretter, in rappresentanza delle due anime del partito, e segretario Carlo Andreotti.
Nel 1979 era stato l'allora segretario del PPTT, Enrico Pruner, a chiedere a Fontanari, che era consigliere comunale a Pergine, di candidarsi al Senato, una scelta felice perché l'ingegnere vinse per ben due volte. Ma poi emerse una diversità profonda tra i due sul modo di interpretare l'essere autonomisti, una visione più moderata per Fontanari e più netta per Pruner. Questo portò nel 1982 Fontanari ad essere deciso nella spaccatura, portando con sé tre dei cinque consiglieri provinciali - Franco Tretter, Eugenio Binelli e Bruno Zanghellini - mentre solo Domenico Fedel rimase con Enrico Pruner, dando vita a due diversi partiti autonomisti. Dopo la riunificazione del 1988, Fontanari presentò una sua lista autonomista "Insieme per l'autonomia" alle elezioni provinciali con il simbolo dei cerchi olimpici che non ebbe però alcun eletto. Da allora si allontanò dagli ambienti politici.
Franco Panizza, presidente del PATT ed ex Senatore, lo ricorda così: "Era un signore della politica, una persona molto preparata, sempre pacato, autenticamente autonomista, ma moderato e tollerante e per questo diverso rispetto ai più focosi Prenuer e Fedel, che allora rappresentavano un autonomismo più radicale e protezionista."